# Fares Jumaa
 Fares Jumaa Hasan Juma Al Saadi (tiếng Ả Rập: فارس جمعة حسن جمعة السعدي; sinh ngày 30 tháng 12 năm 1988) là một cầu thủ bóng đá người Các Tiểu vương quốc Ả Rập Thống nhất thi đấu cho Al Ain FC. Anh thi đấu cho Đội tuyển bóng đá quốc gia Các Tiểu vương quốc Ả Rập Thống nhất ở vòng loại Giải bóng đá vô địch thế giới 2010.

## Bàn thắng quốc tế
| # | Ngày                 | Địa điểm                             | Đối thủ | Bàn thắng | Tỉ số | Giải đấu                    |
| - | -------------------- | ------------------------------------ | ------- | --------- | ----- | --------------------------- |
| 1 | 29 tháng 11 năm 2010 | Sân vận động 22 tháng 5, Aden, Yemen | Bahrain | 2-0       | 3-1   | Cúp bóng đá vịnh Ả Rập 2010 |
| 1 | 29 tháng 11 năm 2010 | Sân vận động 22 tháng 5, Aden, Yemen | Bahrain | 3-1       | 3-1   | Cúp bóng đá vịnh Ả Rập 2010 |